# ما ليانغ
ما ليانغ (بالصينية: 马亮) (27 فبراير 1982 بشنيانغ في الصين - ) هو لاعب كرة قدم صيني في مركز الوسط. شارك مع منتخب الصين تحت 20 سنة لكرة القدم ومنتخب الصين تحت 23 سنة لكرة القدم. أما مع النوادي، فقد لعب مع جيانغسو سونينغ ونادي غوانغجو آر أند إف.